# 3530 Hammel
3530 Hammel este un asteroid din centura principală, descoperit pe 2 martie 1981 de Schelte Bus.